# ریوییر-روژ، کبک

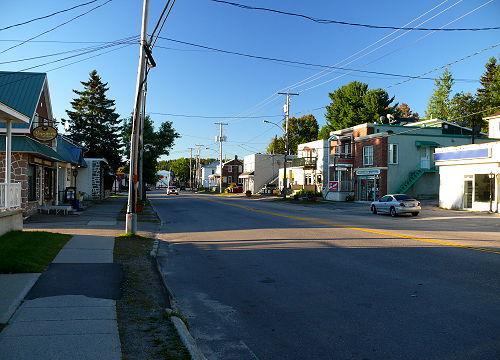
نمایی از شهرک ریوییر-روژ در ناحیه لورانتید، کانادا - ۲۰۰۷

ریوییر-روژ (به فرانسوی: Rivière-Rouge) شهرکی در منطقه شهری آنتوان-لابل ناحیه لورانتید در استان کبک کانادا است. در سرشماری سال ۲۰۱۱ این شهرک ۴٬۵۸۸ نفر جمعیت داشته‌است و مساحت آن ۴۶۳٫۱۸ کیلومتر مربع است.